# Bát Tiên

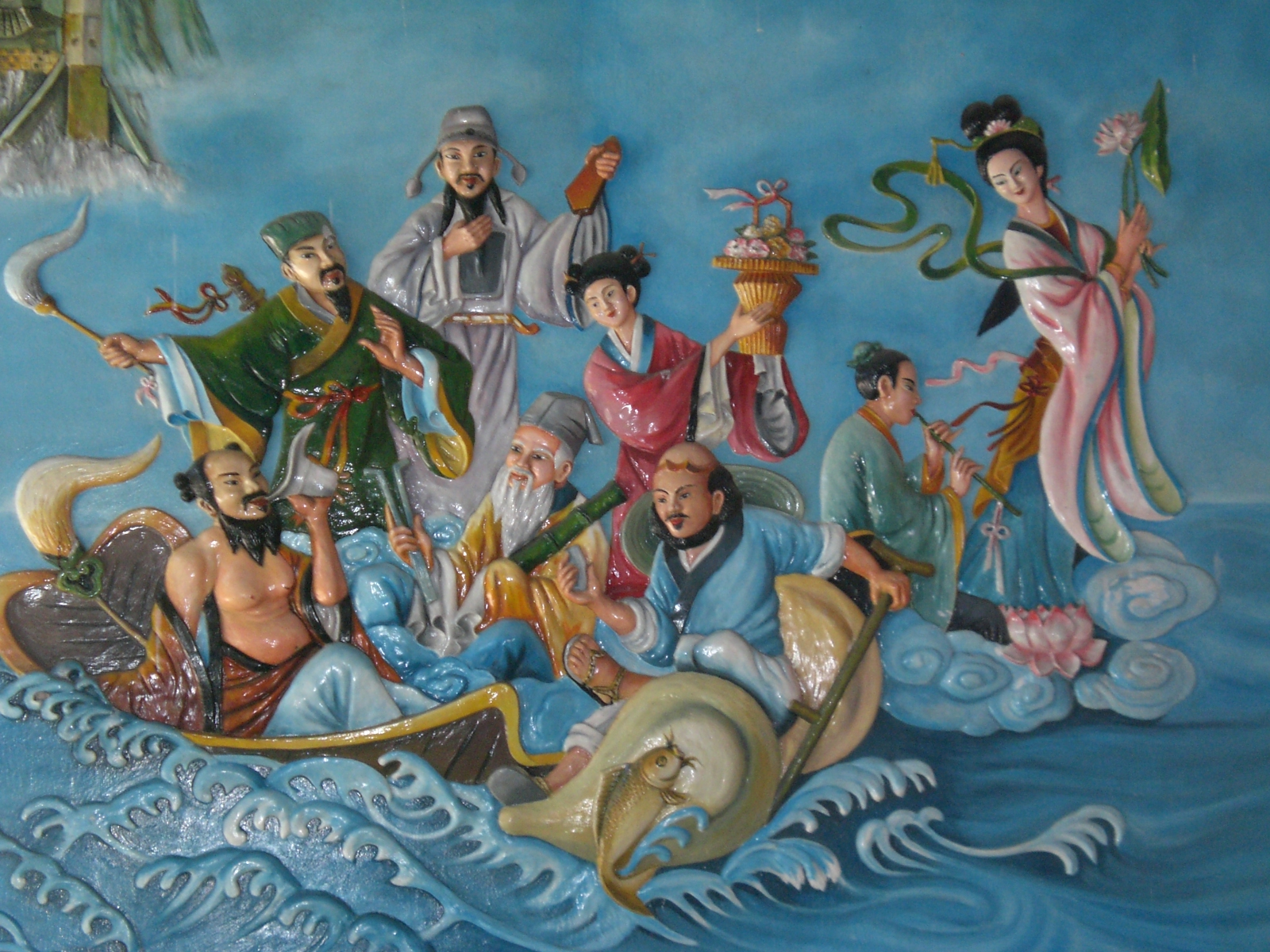
Hình bát tiên tại Huế. Từ trái sang:
1. Hán Chung Li ngồi ngoài cùng mé trái, phanh ngực với chiếc quạt dưới mông
2. Lã Động Tân mặc áo đạo bào màu xanh, tay cầm phất trần
3. Tào Quốc Cữu là người mặc áo trắng, tay cầm thẻ bài
4. Trương Quả Lão áo vàng đang ngồi, râu bạc và tay cầm ngư cổ
5. Lam Thái Hòa ở đây là cô gái mặc xiêm y đỏ, mang theo lẵng hoa
6. Thiết Quải Lý mặc áo xanh đang ngồi, tay trái cầm thiết trượng
7. Hàn Tương Tử là người ngồi thổi sáo mé bên phải
8. Hà Tiên Cô là cô gái đứng ngoài cùng mé bên phải

Bát Tiên (tiếng Trung: 八仙; bính âm: Bāxiān; Wade–Giles: Pa-hsien) là một nhóm thần tiên trong Thần thoại Trung Quốc. Quyền năng của mỗi vị tiên này có thể chuyển thành Pháp khí (法器) hay còn gọi là bảo bối với khả năng trao cho sự sống hoặc tiêu diệt ác quỷ. Bá Pháp khí gọi là "Ám Bát Tiên" (暗八仙; ànbāxiān). Phần lớn họ được cho là sinh ra vào thời nhà Đường hoặc Nhà Tống. Bát Tiên được tôn sùng bởi những người theo Đạo giáo và là một thành tố được biết đến rộng rãi của văn hoá Trung Hoa. Người ta cho rằng họ sống ở đảo núi Bồng Lai.

## Thờ phụng
Được xây dựng vào đời Nhà Tống, đền Bát Tiên Cung (八仙宮) tại Tây An, trước đây là Bát Tiên Am (八仙庵), có Bát Tiên Điện (八仙殿) là nơi đặt tượng của Bát Tiên. Ngoài ra có khá nhiều điện thờ Bát Tiên trên khắp Trung Quốc và Đài Loan. Singapore cũng có Tiên Cô Điện (仙姑殿) là nơi thờ phụng Hà Tiên Cô.

## Trong văn hóa

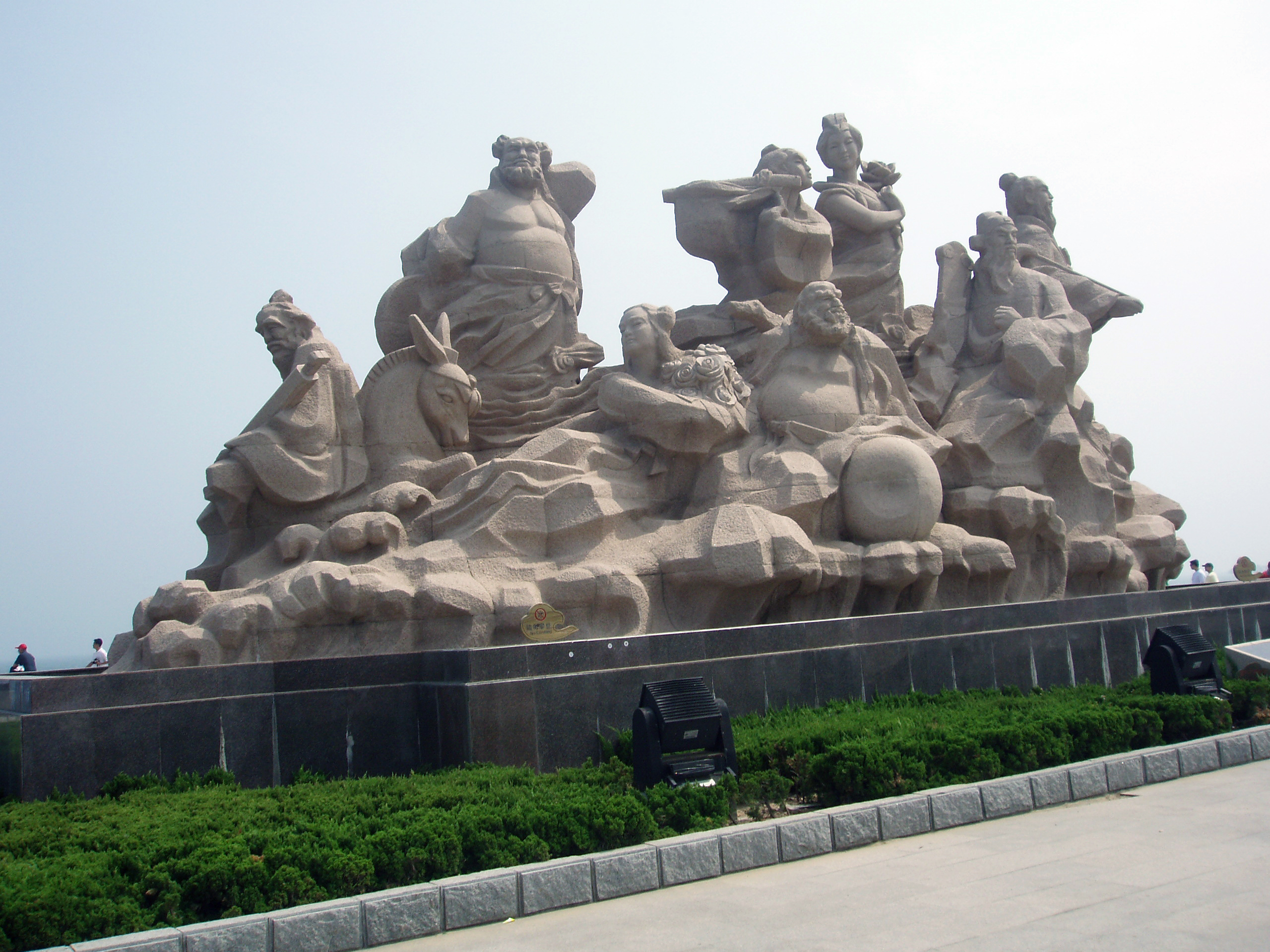
Tượng Bát Tiên tại thành phố Bồng Lai, tỉnh Sơn Đông

Hiện nay ở Trung Quốc, Bát Tiên vẫn là một chủ đề phổ biến trong mỹ thuật. Hội họa, đồ gốm và tượng Bát Tiên vẫn được sử dụng rộng rãi trong các gia đình Trung Quốc và còn đang trở nên phổ biến hơn trên thế giới.

## Thú cưỡi
1. Lý Thiết Quải cưỡi Bạch Tượng
2. Hán Chung Ly cưỡi Nai tiên
3. Lã Động Tân cưỡi Hạc tiên
4. Trương Quả Lão cưỡi Lừa ngược
5. Lam Thái Hòa cưỡi mây
6. Hà Tiên Cô cưỡi chim Phượng hoàng
7. Hàn Tương Tử cưỡi chim Công
8. Tào Quốc Cữu cưỡi Mai Hoa Lộc

## Pháp bảo
1. Lý Thiết Quải: thiết trượng và hồ lô
2. Hán Chung Ly: quạt ba tiêu
3. Lã Động Tân: phất trần và thuần dương kiếm
4. Trương Quả Lão: ngư cổ
5. Lam Thái Hòa: giỏ hoa lam
6. Hà Tiên Cô: bông sen
7. Hàn Tương Tử: ngọc tiêu
8. Tào Quốc Cữu: thủ quyến